# Ali al-Naqi
ʿAlī ibn Muhammad ibn ʿAlī, detto al-Hādī o al-Naqī (in arabo علي الهادي النقي‎?; Medina, 7 marzo 828 – Samarra, 21 giugno 868), è stato il decimo Imam sciita duodecimano.

## Biografia

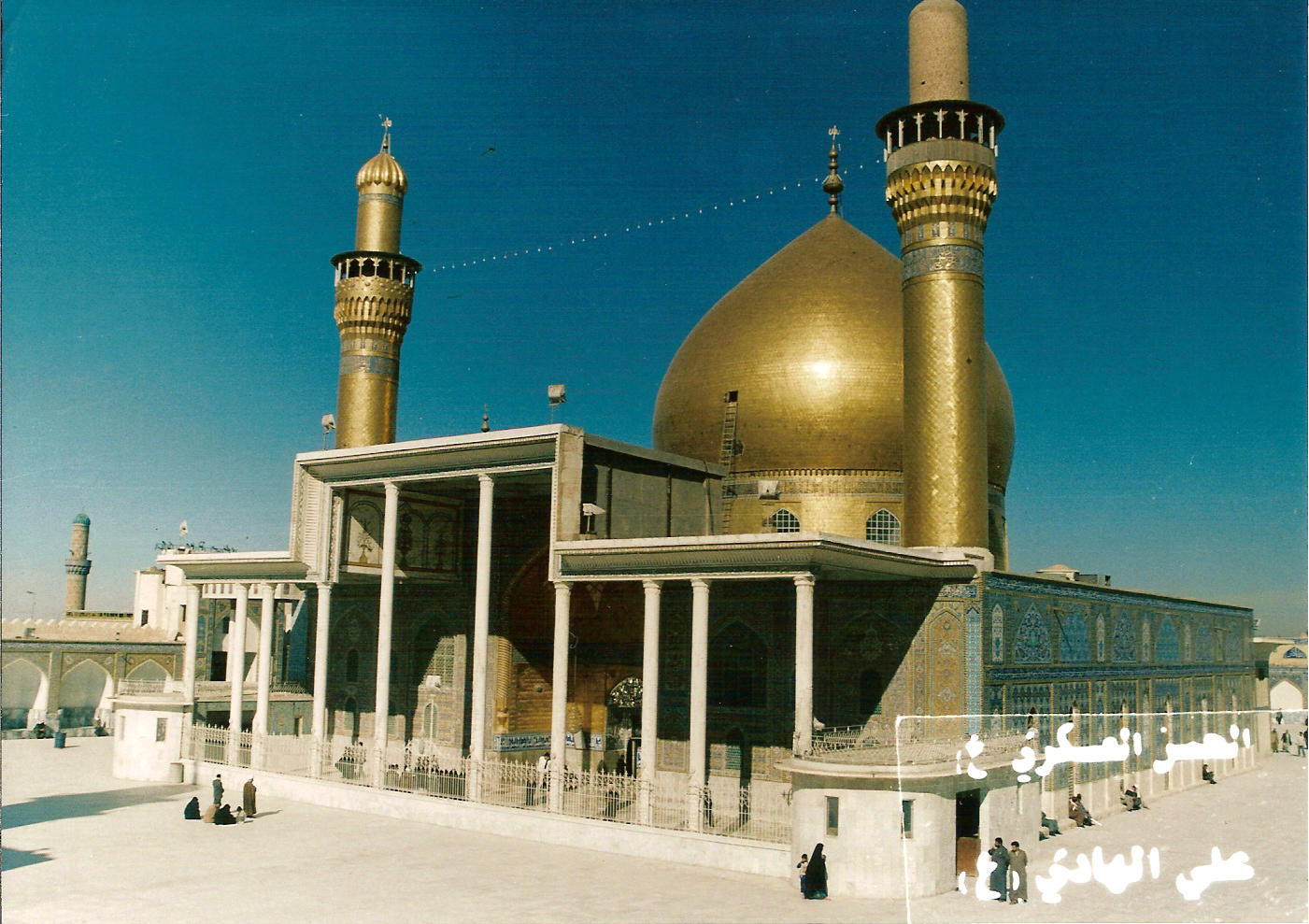
Moschea Al Askari - Santuario del decimo e undicesimo Imia sciita: Ali an-Naqi e Hasan al-Askari - prima dell'attentato nel 2006 a Samarra, in Iraq

### Gioventù
ʿAlī al-Hādī nacque a Medina il 16 Dhu l-Hijja 212 E. (7 marzo 828) dal nono Imam sciita Muhammad al-Taqi, (noto anche come Muhammad al-Jawad), e da Sumāna una donna berbera del Maghreb. Suo padre gli dette il soprannome di Abū l-Ḥasan, una kunya che era stata quella del nonno ʿAlī al-Riḍā e del bisnonno Musa al-Kazim.
Secondo la tradizione sciita, dopo l'assassinio del padre per volere del Califfo abbaside al-Mu'tasim, ʿUmar b. al-Faraj fu incaricato da questi di trovare un maestro a Medina per il giovane Imam che avrebbe dovuto instillargli odio nei confronti dell'Ahl al-Bayt. Fu trovato al-Junaydi per questo incarico ma al-Junaydi spesso prese a riferire circa l'intelligenza del giovane che, sovente, esprimeva interpretazioni sulla letteratura che al-Junaydi non aveva mai pensato e conosciuto, oltre al fatto che ʿAlī al-Hādī aveva sviluppato una comprensione completa dei Corano e della rivelazione. Al-Junaydi, impressionato e stupefatto dal ragazzo, concluse che quelle conoscenze non potevano provenire altro che dal favore divino, e pertanto smise di nutrire animosità nei confronti della Famiglia del Profeta.

### A Medina
L'Imam al-Hadi utilizzava la Moschea del Profeta a Medina per insegnare ai fedeli interessati tutto ciò che serviva a conoscere i principi dell'Islam e la sua morale. L'Imam era talmente desideroso d'insegnare che in molti casi avrebbe voluto pagare di persona quanto era necessario agli studenti meno abbienti, guadagnandosi seguaci particolarmente devoti alla sua persona.
Malgrado questo crescente affetto, un uomo invidioso di tutto ciò era ʿAbd Allah b. Muhammad, wali di Medina, che informò il Califfo al-Mutawakkil - la cui ostilità verso gli Alidi era esplicita e marcata - che l'Imam al-Hadi era pericoloso a causa del denaro che varie persone gli consegnavano e con il quale egli avrebbe potuto acquistare armi da usare contro il Califfo. Quando l'Imam al-Hadi seppe quanto ʿAbd Allah b. Muhammad aveva detto ad al-Mutawakkil, inviò una sua missiva al Califfo assicurandogli che si trattava di una calunnia ispirata al wali dall'avversione che nutriva nei confronti dell'Ahl al-Bayt.
Al-Mutawakkil rispose a sua volta con una lettera, avvertendolo che avrebbe deposto il Governatore e che l'Imam avrebbe dovuto recarsi presso di lui, a Samarra per essere messo agli arresti domiciliari, per dar modo al Califfo di proteggerlo. Allo stesso tempo, al-Mutawakkil ordinò a Yahya b. Harthama di recarsi a Medina sia per investigare sulle accuse di ʿAbd Allah b. Muhammad, sia per prendere con sé la persona dell'Imam. Quando l'Imam ricevette la lettera, venne a conoscenza del fatto di essere stato invitato a risiedere a Samarra e di essere stato di fatto bandito da Medina. Se anche odiava abbandonare la città dei suoi antenati, capì però di non poter rifiutare l'invito califfale, a rischio di esser costretto ad obbedire con la forza: cosa che egli sopra ogni altra cosa voleva evitare. Yahya quindi perquisì la casa dell'Imam, non trovandovi però altro che esemplari del Corano, passando poi senz'altro a mettere in atto l'altro incarico ricevuto da al-Mutawakkil.

## A Samarra
ʿAlī al-Nāqī rimase in residenza sorvegliata nella capitale abbaside di Samarrāʾ fino alla sua morte, scampando (a dire delle fonti imamite) a diversi tentativi di sopprimerlo, sia durante il califfato di al-Mutawakkil, sia a quello dei califfi al-Mu'tamid o al-Mu'tazz (le fonti tal riguardo sono infatti confuse e imprecise).